# Academia de las Artes Escénicas de España
La Academia de las Artes Escénicas de España (AAEE) es una entidad de carácter artístico y cultural destinada a potenciar, defender y dignificar las artes escénicas españolas, así como impulsar su promoción nacional e internacional y fomentar su progreso, desarrollo y perfeccionamiento.

## Objetivos
La Academia es una asociación de carácter civil y sin ánimo de lucro, formada por profesionales acreditados, cuyo objetivo es actuar como un núcleo de reflexión sobre las Artes Escénicas y los creadores que trabajan en su campo, ser un generador de opinión y un centro de estudio e investigación, y de difusión y fomento de las mismas, así como de canalizar su relación con los fenómenos sociales, culturales e históricos que incidan entre ella y la sociedad. 
1.- Reconocer y dar a conocer la profesionalidad y excelencia artística de sus miembros, contribuyendo a elevar su nivel, y estimulando a través de ellos la comprensión en la sociedad del valor fundamental de las Artes Escénicas. 
2.-Fomentar el progreso de las artes y las técnicas relacionadas directa o indirectamente con las Artes Escénicas.
3.- Favorecer la creación y la investigación escénica y estimular y difundir los valores de nuestro teatro, danza y demás Artes Escénicas, para concienciar de los mismos a los ciudadanos españoles, y establecer una colaboración constructiva con la Administración Pública y aquellos medios o personas con ellas relacionadas.
4.- Promover la asistencia y el intercambio de información artística, científica y técnica entre todos sus miembros.
5.- Realizar estudios y trabajos científicos, artísticos y técnicos sobre cuestiones relacionadas con las Artes Escénicas, editarlos y difundirlos y promover y apoyar la investigación sobre dichas materias, convocando y concediendo las ayudas que se consideren convenientes.
6.- Facilitar a la Administración Pública los informes que sobre materias relacionadas con las Artes Escénicas les sean solicitados, así como proponer a la misma las iniciativas que la Academia estime oportunas.

7.- Establecer intercambios artísticos y culturales con entidades similares extranjeras.

## Fundación
Siendo una reivindicación sostenida a lo largo del tiempo, la Academia de las Artes Escénicas de España se fundó en asamblea constituyente el 28 de abril de 2014, siendo el número de miembros fundadores de 157. Es, junto con la Academia del cine, una de las últimas academias en formarse en España desde la creación de la primera, en 1713, la Real Academia Española.
A día de hoy la Academia reúne a más de 500 profesionales de las artes escénicas pertenecientes a las ocho especialidades: autores y autoras, danza, dirección, estudios y divulgación, interpretación, música escénica, plástica escénica y producción.

## Presidentes
- Cayetana Guillén Cuervo (2022-?)
- Jesús Cimarro (2018-2022)
- José Luis Alonso de Santos (2015-2018)